# Sadjivka, Huseatîn
Sadjivka (în ucraineană Саджівка) este o comună în raionul Huseatîn, regiunea Ternopil, Ucraina, formată numai din satul de reședință.

## Demografie
Componența lingvistică a comunei Sadjivka
     Ucraineană (99,07%)
     Alte limbi (0,93%)
Conform recensământului din 2001, majoritatea populației comunei Sadjivka era vorbitoare de ucraineană (99,07%), existând în minoritate și vorbitori de alte limbi.